# Preseľany
Preseľany (bis 1927 slowakisch auch „Preserany“; ungarisch Nyitrapereszlény – bis zum 19. Jahrhundert nur Pereszlény) ist eine Gemeinde im Westen der Slowakei mit 1509 Einwohnern (Stand 31. Dezember 2024) und gehört zum Okres Topoľčany, einem Kreis des Nitriansky kraj.

## Geographie
Die Gemeinde befindet sich im Mittelteil des Hügellandes Nitrianska pahorkatina, einem Teil des slowakischen Donautieflands, am Mittellauf der Nitra. Das Ortszentrum liegt auf einer Höhe von 155 m n.m. und ist 14 Kilometer von Topoľčany entfernt sowie 20 Kilometer von Nitra entfernt.
Nachbargemeinden sind Kamanová und Belince im Norden, Oponice im Osten, Horné Lefantovce im Südosten, Hrušovany im Süden, Hruboňovo im Westen und Čermany im Nordwesten.

## Geschichte
Auf dem heutigen Gemeindegebiet stand zwischen dem 10. und 12. Jahrhundert eine Siedlung.

Der heutige Ort wurde zum ersten Mal 1280 als Prezlen schriftlich erwähnt und gehörte im Mittelalter zum Gut der nahen Burg Oponice sowie zeitweise der Familie Ludányi. Im 16. Jahrhundert kam der Besitz in die Hände der Familie Osztrosics, danach Apponyi zwischen dem 17. und 19. Jahrhundert sowie teilweise Zay, Ujfalussy und Prileszky.

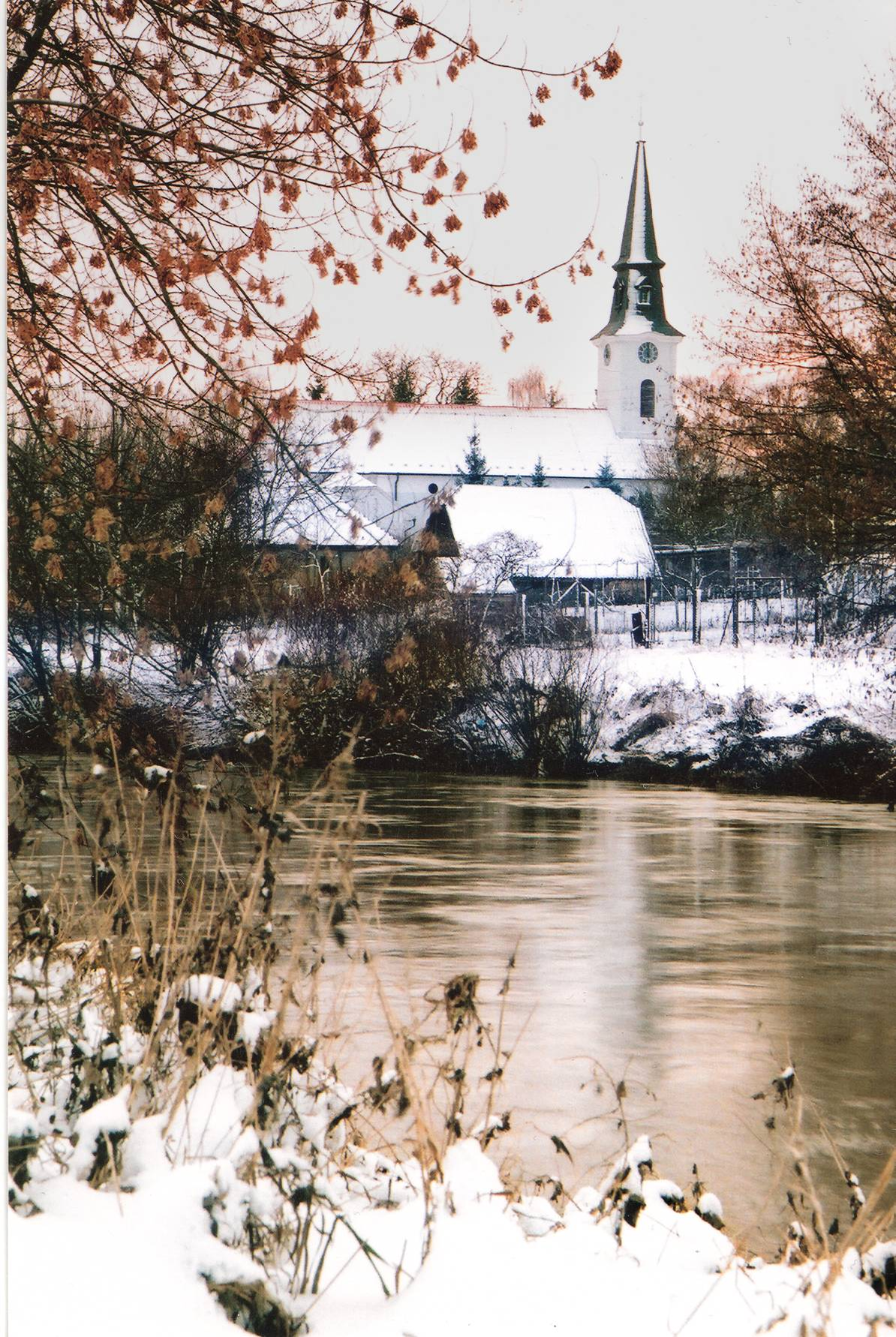
Kirche St. Elizabeth

1598 standen in Preseľany 78 Häuser. 1646 erhielt der Ort Markt- und Stadtrechte, der Aufschwung war aber eher begrenzt und spätestens 1787 gingen die Rechte verloren. 1668 wurde das Städtchen durch ein türkisches Heer geplündert. Zu Beginn des 18. Jahrhunderts war Preseľany Sitz eines Herrschaftsguts, dem auch sechs weitere Orte anhörten. 1715 gab es Weingärten und 25 Haushalte, 1828 zählte man 122 Häuser und 949 Einwohner, die als Landwirte und Winzer beschäftigt waren.
Bis 1918 gehörte der im Komitat Neutra liegende Ort zum Königreich Ungarn und kam danach zur Tschechoslowakei beziehungsweise heute Slowakei.

## Bevölkerung
| Jahr                | 1994 | 2004    | 2014    | 2024    |
| ------------------- | ---- | ------- | ------- | ------- |
| Anzahl der Personen | 1472 | 1494    | 1486    | 1509    |
| Unterschied         |      | +1,49 % | −0,53 % | +1,54 % |

| Jahr                | 2023 | 2024    |
| ------------------- | ---- | ------- |
| Anzahl der Personen | 1524 | 1509    |
| Unterschied         |      | −0,98 % |

Nach der Volkszählung 2011 wohnten in Preseľany 1482 Einwohner, davon 1426 Slowaken, drei Magyaren sowie jeweils ein Russine und Tscheche. Drei Einwohner gaben eine andere Ethnie an und 48 Einwohner machten keine Angabe zur Ethnie.
1317 Einwohner bekannten sich zur römisch-katholischen Kirche, fünf Einwohner zur Evangelischen Kirche A. B., vier Einwohner zur reformierten Kirche, jeweils drei Einwohner zur griechisch-katholischen Kirche und zur Pfingstbewegung, jeweils zwei Einwohner zur apostolischen Kirche und zur orthodoxen Kirche sowie ein Einwohner zur tschechoslowakischen hussitischen Kirche; fünf Einwohner bekannten sich zu einer anderen Konfession. 46 Einwohner waren konfessionslos und bei 94 Einwohnern wurde die Konfession nicht ermittelt.

## Bauwerke und Denkmäler
- römisch-katholische Elisabethkirche, ursprünglich frühgotisch, 1736 erneuert und erweitert und schließlich im 19. Jahrhundert im klassizistischen Stil gestaltet
- Kapelle im Barockstil aus dem 18. Jahrhundert